# デジタイヤ
デジタイヤ（DIGI-TYRE ）とは、住友ゴム工業がダンロップブランドのゴムタイヤに採用している技術の名称である。

## 概要
1998年にLE MANS LM701が発売されて以降使用されている名称で、スーパーコンピュータによる走行シミュレーションを使って設計したタイヤに対し付けられている。コンピューターによるシミュレーションを「デジタルローディングシミュレーション技術」と呼ぶ事がその名称の由来であり、ダンロップが1998年から2007年頃までに発売された乗用車・SUV・バン用タイヤには以下のようにブランド名に加えてサブネームとしてこの名称が与えられていた。
- DIGI-TYRE COMFORT： LE MANS
- DIGI-TYRE SPORT： FORMULA, DIREZZA
- DIGI-TYRE FRAG SHIP： SP SPORT
- DIGI-TYRE PREMIUM： VEURO
- DIGI-TIRE ECO： SP65e, SP70e, EC201
- DIGI-TYRE RV： LE MANS RV
- DIGI-TYRE 4×4： GRANDTREK
- DIGI-TYRE VAN： DV-01
- DIGI-TYRE STUDLESS： スタッドレスタイヤ全般

なお、コンピューターによるシミュレーションはダンロップが先駆けではなく、同ブランドが発表する以前からブリヂストンの「AQドーナツ」やヨコハマタイヤの「DNA」など各社が導入していた。当時、ダンロップはタイヤやコンパウンドの技術面で他社より遅れを取っていたため、他社製品との区別を目的としたブランディングの一環として、ネーミングによる差別化が図られた。今日ではそれが認知された結果、売り上げに貢献されたとされる。
ほとんどの一般向け補修用タイヤでデジタイヤ技術が採用されたこともあり、2008年以降「VEURO」や「ENASAVE」といったブランド名称のみで宣伝している。広告では「デジタイヤ」という単語は使われなくなったが、「DIGI-TYRE ECO EC201」の後継である「ENASAVE EC202」でも採用するなど、テクノロジーの名称として現在も使われている。

## 採用商品一覧（2013年2月現在）
◆印は現在発売されている商品
- SP SPORT MAXX◆
- SP SPORT MAXX TT◆
- SP SPORT MAXX GT◆
- VEURO VE301
- VEURO VE302
- VEURO VE303◆
- LE MANS LM701（デジタイヤ第1弾）
- LE MANS LM702
- LE MANS LM703
- LE MANS LM704(LE MANS4◆)
- ENASAVE ES801
- ENASAVE 97◆
- ENASAVE PREMIUM◆
- SP65e/SP70e
- DIGI-TYRE ECO EC201
- ENASAVE EC202◆
- FORMULA FM901
- FORMULA SS001
- DIREZZA DZ101◆
- DIREZZA Sport Z1
- DIREZZA Sport Z1 Star Spec
- LE MANS RV RV501
- LE MANS RV RV502
- ENASAVE RV503(ENASAVE RV503★◆）
- GRANDTREK AT2
- GRANDTREK AT3◆
- GRANDTREK MT2◆
- GRANDTREK ST1（オールシーズンタイヤ）
- GRANDTREK PT2◆
- SP QUATTRO MAXX◆
- DV-01
- ENASAVE VAN01◆

（以下スタッドレスタイヤ）
- GRASPIC DS-1
- GRASPIC DS-2
- DSX
- DSX-2◆
- GRANDTREK SJ5
- GRANDTREK SJ6
- GRANDTREK SJ7◆
- GRASPIC DS-V
- DSV-01◆
- WINTER MAXX◆

## その他
住友ゴム工業の子会社であるダンロップ・ホーム・プロダクツから発売されている作業用ゴム手袋には「デジハンド」のネーミングが付いており、ロゴはデジタイヤと同じデザインである。この商品もタイヤ同様に手形をデジタル解析によって作業に最適化されたものである。